# Flash (còmic)
Flash, és un personatge de ficció de còmic i un superheroi de l'Univers DC, posseeix l'habilitat d'una rapidesa sobrehumana, s'anomena també "el corredor escarlata". Va ser creat per Gardner Fox i Harry Lampert, la seva primera aparició va ser en Flash Comics n°1 publicat als EUA el 20 de novembre de 1939 amb data de portada de gener de 1940.
Al llarg de la història, quatre persones diferents han usat la identitat de the Flash: Jay Garrick (1940-present), Barry Allen (1956-86), Wally West (1987-2006) i Bart Allen (2006-present). Aquests quatre individus tenen rapidesa sobrehumana, la qual cosa inclou l'habilitat de córrer a gran velocitat, reflexos sobrehumans, i violar algunes lleis de la física.

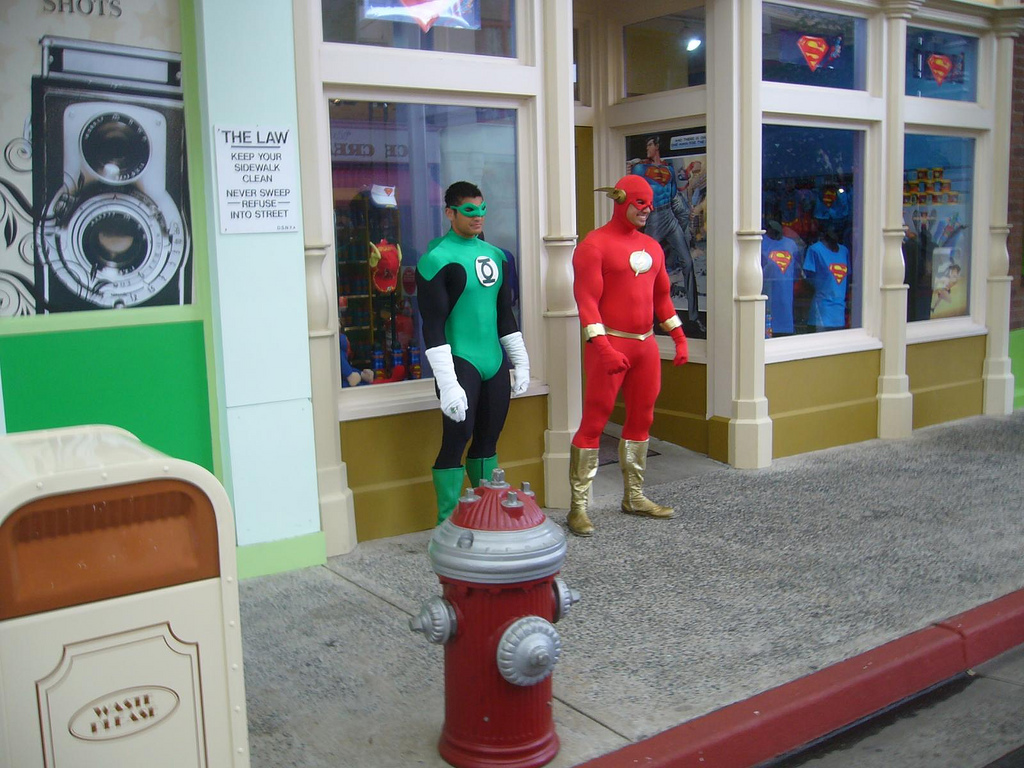
Green Lantern i The Flash (de Vermell)(disfresses)

## Trajectòria editorial
El primer Flash va aparèixer en Flash Comics N°1 (1940). Aquest 'Flash' era Jay Garrick, un estudiant que va guanyar els seus superpoders després d'inhalar una substància química i es distingia per usar un casc de metall. Va ser el primer superheroi a tenir rapidesa sobrehumana, a més va ser el primer a tenir un superpoder singular, a diferència de Superman que en tenia diversos. Va ser creat per l'escriptor Gardner Fox.
Garrick va ser molt popular en els anys 40 va tenir dues historietes on era protagonista, i a més va ser part durant llarg temps de la Justice Society of Amèrica (Societat de la Justícia d'Amèrica). Les aventures de Garrick en l'Edat Daurada dels còmics va arribar a la seua fi quan la historieta de 'Flash' va ser cancel·lada en el seu número 104 (1949). Els superherois i la indústria de les historietes van passar per temps difícils en els anys 50, 'Flash' no va ser l'excepció.
Anys després, DC Comics va decidir reintroduir alguns superherois de l'Era Daurada, però canviant-los i donant-los una nova aparença. 'Flash' va tornar el 1956 amb Showcase N°4, on Barry Allen, un policia-científic va ser banyat en productes químics, i va guanyar així els superpoders. Després d'altres aparicions en Showcase, Allen va obtenir el seu propi còmic, seguint amb el títol anterior la seva primera aparició va ser en The Flash N°105.
Amb l'Edat d'Argent i el renaixement d'antics superherois, es va crear un altre grup anomenat Lliga de la Justícia d'Amèrica, on Flash era membre.
Més tard es descobriria que Garrick i Allen es trobaven en mons paral·lels, i que amb els seus poders podien anar d'un món a l'altre, i fins i tot viatjar pel temps. D'esta manera, ambdós es van convertir en bons amics fins als anys 80.
Les aventures d'Allen van acabar en Crisis on Infinite Earths N°8 (1986), ja que la història era molt confusa i van decidir passar-li la identitat a un altre personatge. Però amb la seva habilitat de viatjar pel temps Allen fou vist de tant en tant en les pàgines dels còmics que van seguir.
El tercer Flash va ser Wally West, la seva primera aparició va ser en The Flash N°110 (1959) com a Kid Flash. West era el nebot d'Allen, va guanyar els seus poders de la mateixa manera que ell. Va ser part dels Teen Titans durant anys. Després de la mort d' Allen, West va adoptar la identitat de 'Flash' en Crisis on Infinite Earths N°12 i va tenir la seva pròpia historieta, on la seva primera aparició va ser The Flash (volum 2) N°1 (1987).
Encara que diversos personatges han adoptat el nom de 'Flash', només Garrick, Allen i West són els més coneguts, ja que els altres pertanyen a mons paral·lels o són del futur.